# Håikanjaure
Håikanjaure är en sjö i Kiruna kommun i Lappland och ingår i Torneälvens huvudavrinningsområde. Sjön har en area på 0,617 kvadratkilometer och ligger 846,3 meter över havet. Sjön avvattnas av vattendraget Håikanjåkka.

## Delavrinningsområde
Håikanjaure ingår i det delavrinningsområde (758384-160242) som SMHI kallar för Utloppet av Håikanjaure. Medelhöjden är 1 065 meter över havet och ytan är 20,59 kvadratkilometer. Det finns inga avrinningsområden uppströms utan avrinningsområdet är högsta punkten. Håikanjåkka som avvattnar avrinningsområdet har biflödesordning 2, vilket innebär att vattnet flödar genom totalt 2 vattendrag innan det når havet efter 509 kilometer. Avrinningsområdet består mestadels av kalfjäll (91 procent). Avrinningsområdet har 1,05 kvadratkilometer vattenytor vilket ger det en sjöprocent på 5,1 procent. Delavrinningsområdet täcks till 4,35 procent av glaciärer, med en yta av 0,8981 kvadratkilometer.